# Хаїтський землетрус (1949)

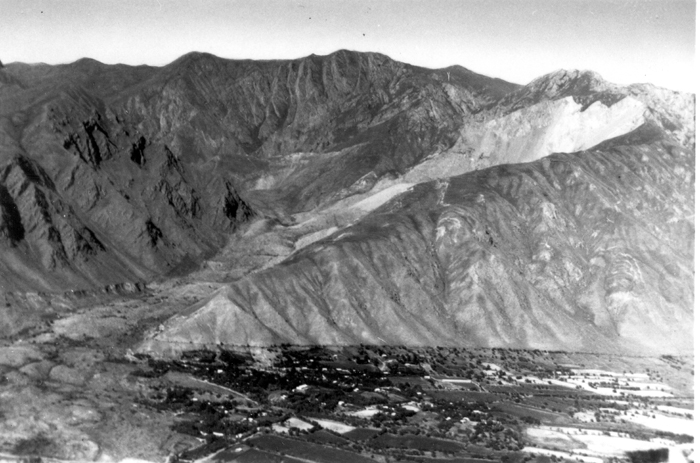
Вид на Хаїтський зсув, показано руйнування на горі Чокрак і обвал, який знищив село Хаїт

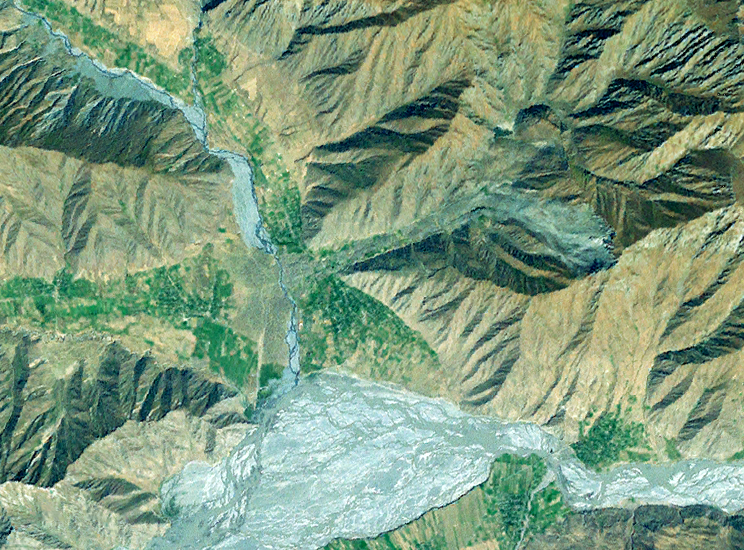
Світлина місця обвалу, зазнята космічною системою Landsat.

Хаїтський землетрус 1949 року стався о 09:45 за місцевим часом (3:53 UTC) 10 липня, Гармська область Таджикистану.

## Загальний опис
Магнітуда землетрусу 7,4 за шкалою Ріхтера. Глибина епіцентру — 18 км.
Землетрус викликав ряд зсувів, які привели до знищення Міста Хаїт та кількох кишлаків. Загальна кількість загиблих оціночно — понад 20 тис. Опубліковані оцінки числа жертв — від 5000 до 28 000.
Землетрус стався на південній околиці Тянь-Шаню, для якої характерне поєднання зрушень та зсувних розломів. Більшість жертв були викликані численними зсувами, викликаними землетрусом.
Основному землетрусу передували два форшоки S (M5.1 і M5.6) 8 липня 1949 р.
Більшість зсувів, викликаних землетрусом були лесовими. У долині річки Ясман, яка лежить майже повністю у зоні найбільшої інтенсивності землетрусу сформувався суцільний лесовий потік, що пройшов усією долиною. Після зсувів почався каменепад. Обвал був ініційований в частині західного схилу гори Чокрак. Об'єм гірських порід цього зсуву становить близько 75 000 000 м3. Швидкість руху гірських порід становила 40 м/с.

## Наслідки
Місто Хаїт і кишлак Хісорак були повністю знищені. Численні кишлаки в Ясманській долині були розруйновані зсувами, які пройшли по всій довжині долини.